# Supponiamo di avere un apriscatole

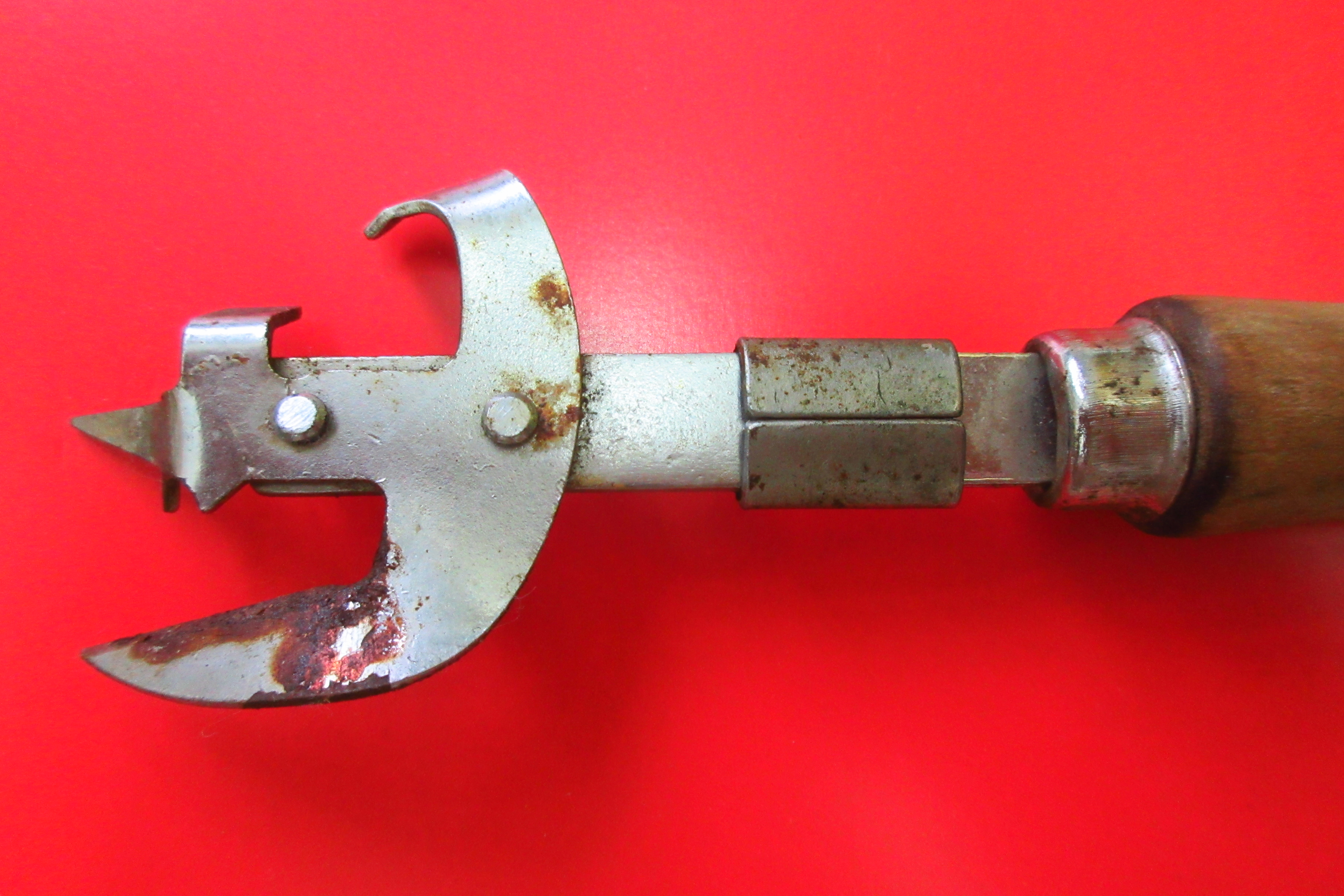
Un apriscatole, oggetto dell'immaginazione degli economisti

"Supponiamo di avere un apriscatole", traduzione italiana dell'espressione inglese assume a can opener, è un tormentone usato per ironizzare sugli economisti e su altri teorizzatori che basano le loro conclusioni su assunti improbabili o impraticabili. La frase, secondo una nota definizione, "prende di mira il modo in cui gli economisti utilizzano [certi] assunti per semplificare — e talvolta banalizzare — i problemi con cui si misurano". Può trovarsi usata per esprimere la riprovazione di chi parla verso "la propensione della moderna teoria economica per assunti ingiustificati e ipersemplificati."

## Origine
L'espressione deriva da una barzelletta risalente almeno al 1970 e forse scaturita in contesti di economisti britannici. Il primo testo in cui è menzionata è probabilmente Economics as a Science (L'economia come scienza, 1970) di Kenneth E. Boulding:
La frase divenne popolare grazie a un libro del 1981 ed è ora talmente nota che molti scrittori di materie economiche la usano come frase ad effetto senza ulteriore spiegazione.

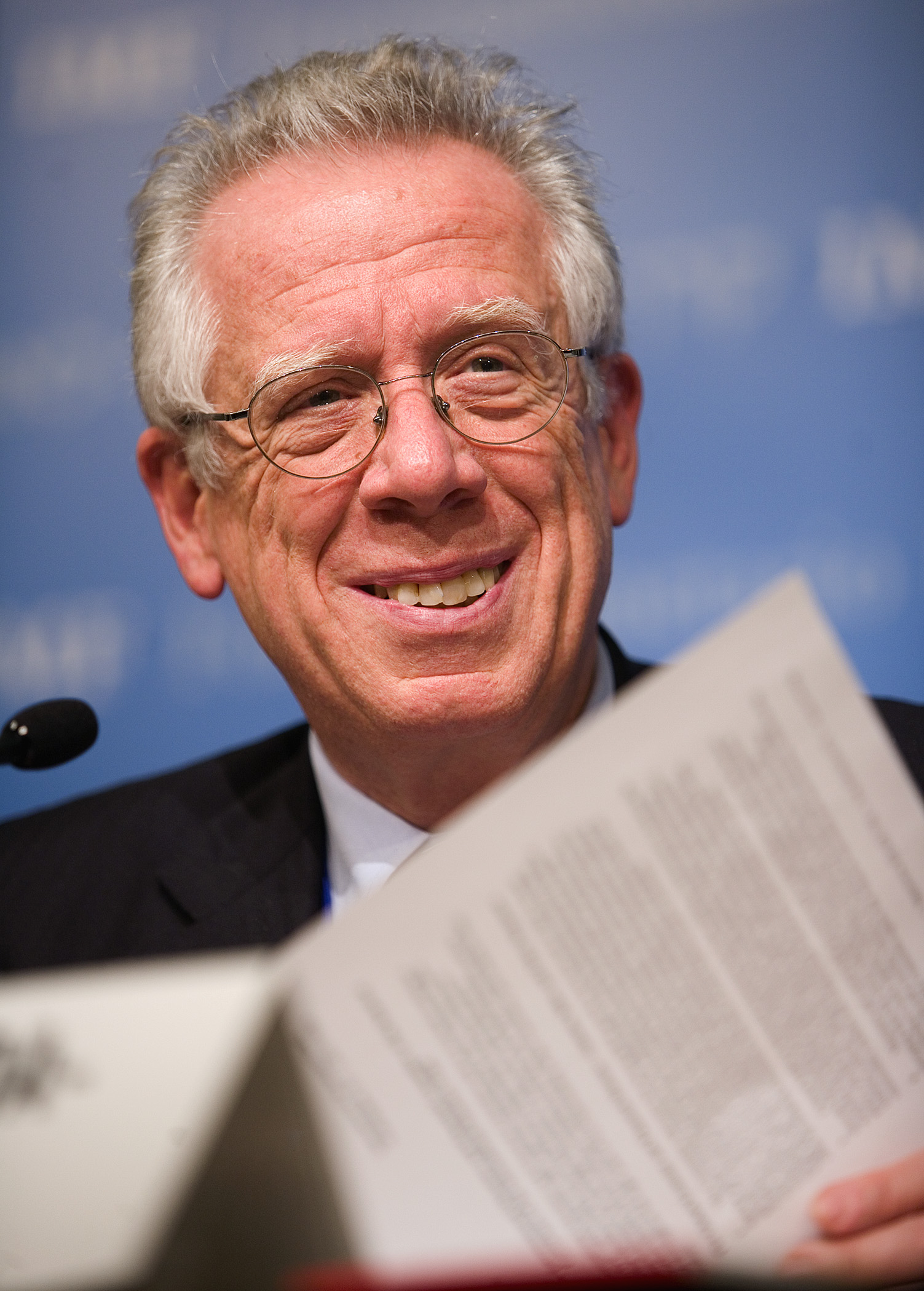
Tommaso Padoa-Schioppa, uno degli utilizzatori del tormentone

## Esempi di utilizzo
La battuta fu ripresa nel libro del 1981 Paper Money (Denaro di carta) di "Adam Smith" (pseudonimo di George Goodman), il quale la collegò alla tendenza del tempo degli economisti di assumere che l'inflazione sarebbe scomparsa, e aggiunse una notazione per la quale gli economisti sarebbero "i massimi sacerdoti di questo mistero esoterico." Per contro, si domandava "perché gli economisti si sbagliano sempre." La frase "supponiamo di avere un apriscatole" divenne  "la sua irritante accusa contro la logica deduttiva e i modelli analitici degli economisti."
L'allora ministro delle finanze italiano Tommaso Padoa-Schioppa usò la frase nel 2006 per illustrare che molto spesso, quando gli economisti commentano, assumono che la politica non ci sia."
Fu usata in Australia per descrivere "un ministro del tesoro che ha perso ogni contatto con la realtà" e a proposito di politici che "sottostimano" il problema di dover raggiungere un accordo globale sulle emissioni inquinanti.
È stata inoltre usata in India per commentare le relazioni sino-americane.
Anche al di là dell'ambito economico, si è usata l'espressione a proposito di diplomatici e negoziatori che lavoravano per la pace in Medio Oriente, i quali hanno "tentato di costruire confidenza fra le parti belligeranti come se il conflitto fosse stato soltanto un grosso equivoco" e che "riconoscevano leader che non esistevano come modo per far apparire per magia una realtà preferibile."